# Klejera
Klejera (lat. Cleyera), biljni rod iz porodice Pentaphylacaceae kojemu pripada dvadesetak vrsta grmlja i drveća u istočnoj Aziji, od Himalaja do Japana, te u Meksiku i Srednjoj Americi. Tipična vrsta je C. japonica Thunb.

## Vrste
1. Cleyera albopunctata (Planch. ex Griseb.) Krug & Urb.
2. Cleyera bolleana (O.C.Schmidt) Kobuski
3. Cleyera cernua (Tul.) Kobuski
4. Cleyera cuspidata Hung T.Chang & S.H.Shi
5. Cleyera ekmanii (O.C.Schmidt) Kobuski
6. Cleyera incornuta Y.C.Wu
7. Cleyera integrifolia (Benth.) Choisy
8. Cleyera japonica Thunb.
9. Cleyera lipingensis (Hand.-Mazz.) T.L.Ming
10. Cleyera longicarpa (Yamam.) Masam.
11. Cleyera neibensis Alain
12. Cleyera nimanimae (Tul.) Krug & Urb.
13. Cleyera obovata H.T.Chang
14. Cleyera obscurinervia (Merr. & Chun) H.T.Chang
15. Cleyera orbicularis Alain
16. Cleyera pachyphylla Chun ex Hung T.Chang
17. Cleyera serrulata Choisy
18. Cleyera ternstroemioides (O.C.Schmidt) Kobuski
19. Cleyera theoides (Sw.) Choisy
20. Cleyera vaccinioides (O.C.Schmidt) Kobuski
21. Cleyera velutina B.M.Barthol.
22. Cleyera yangchunensis L.K.Ling

Catalogue of Life: 2019 Annual Checklist:
1. Cleyera albopunctata
2. Cleyera bolleana
3. Cleyera cernua
4. Cleyera cuspidata
5. Cleyera ekmanii
6. Cleyera incornuta
7. Cleyera integrifolia
8. Cleyera japonica
9. Cleyera lipingensis
10. Cleyera longicarpa
11. Cleyera neibensis
12. Cleyera nimanimae
13. Cleyera obovata
14. Cleyera obscurinervia
15. Cleyera orbicularis
16. Cleyera pachyphylla
17. Cleyera parvifolia
18. Cleyera revoluta
19. Cleyera serrulata
20. Cleyera skutchii
21. Cleyera tacanensis
22. Cleyera ternstroemioides
23. Cleyera theaeoides
24. Cleyera vaccinioides
25. Cleyera velutina
26. Cleyera yangchunensis

## Vanjske poveznice
|  | Zajednički poslužitelj ima još gradiva o temi Cleyera |
|  | Wikivrste imaju podatke o taksonu Cleyera             |